# Westerburg (Verbandsgemeinde)
Westerburg é um Verbandsgemeinde ("associação municipal") no distrito Westerwaldkreis na Renânia-Palatinado, Alemanha. A sede da Verbandsgemeinde está em Westerburg.
O Verbandsgemeinde de Westerburg é composto pelos seguintes Ortsgemeinden ("municípios locais"):
| 1. Ailertchen 2. Bellingen 3. Berzhahn 4. Brandscheid 5. Enspel 6. Gemünden 7. Girkenroth 8. Guckheim 9. Halbs 10. Härtlingen 11. Hergenroth 12. Höhn | 1. Kaden 2. Kölbingen 3. Langenhahn 4. Pottum 5. Rotenhain 6. Rothenbach 7. Stahlhofen am Wiesensee 8. Stockum-Püschen 9. Weltersburg 10. Westerburg 11. Willmenrod 12. Winnen |